# Philodromops coccineus
Philodromops coccineus is een spinnensoort in de taxonomische indeling van de renspinnen (Philodromidae).
Het dier behoort tot het geslacht Philodromops. De wetenschappelijke naam van de soort werd voor het eerst geldig gepubliceerd in 1943 door Cândido Firmino de Mello-Leitão.